# Johanniterkommende Zum Heiligen Grab (Goslar)

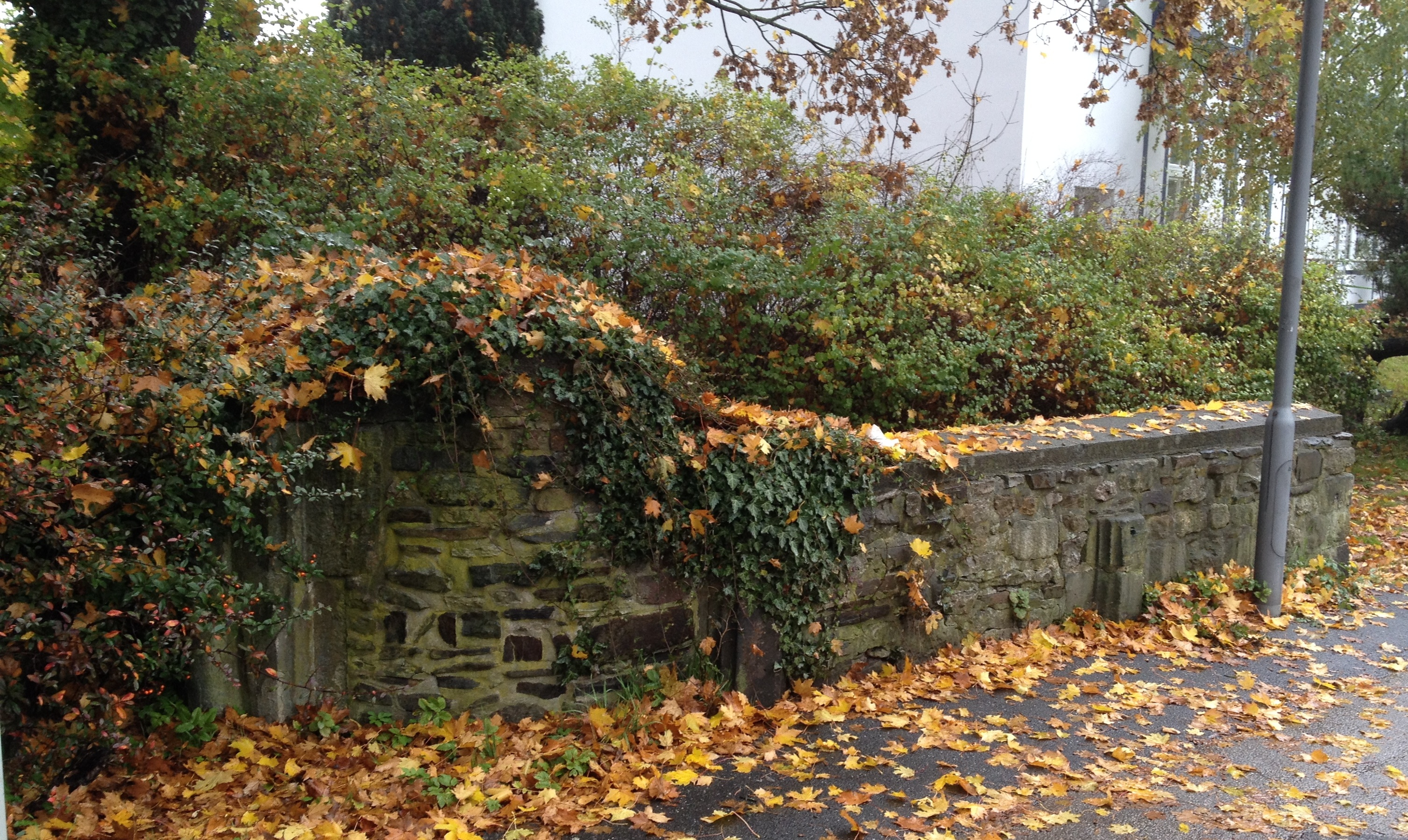
Johanniterkommende
Zum Heiligen Grab,
Mauerreste, westlicher Teil

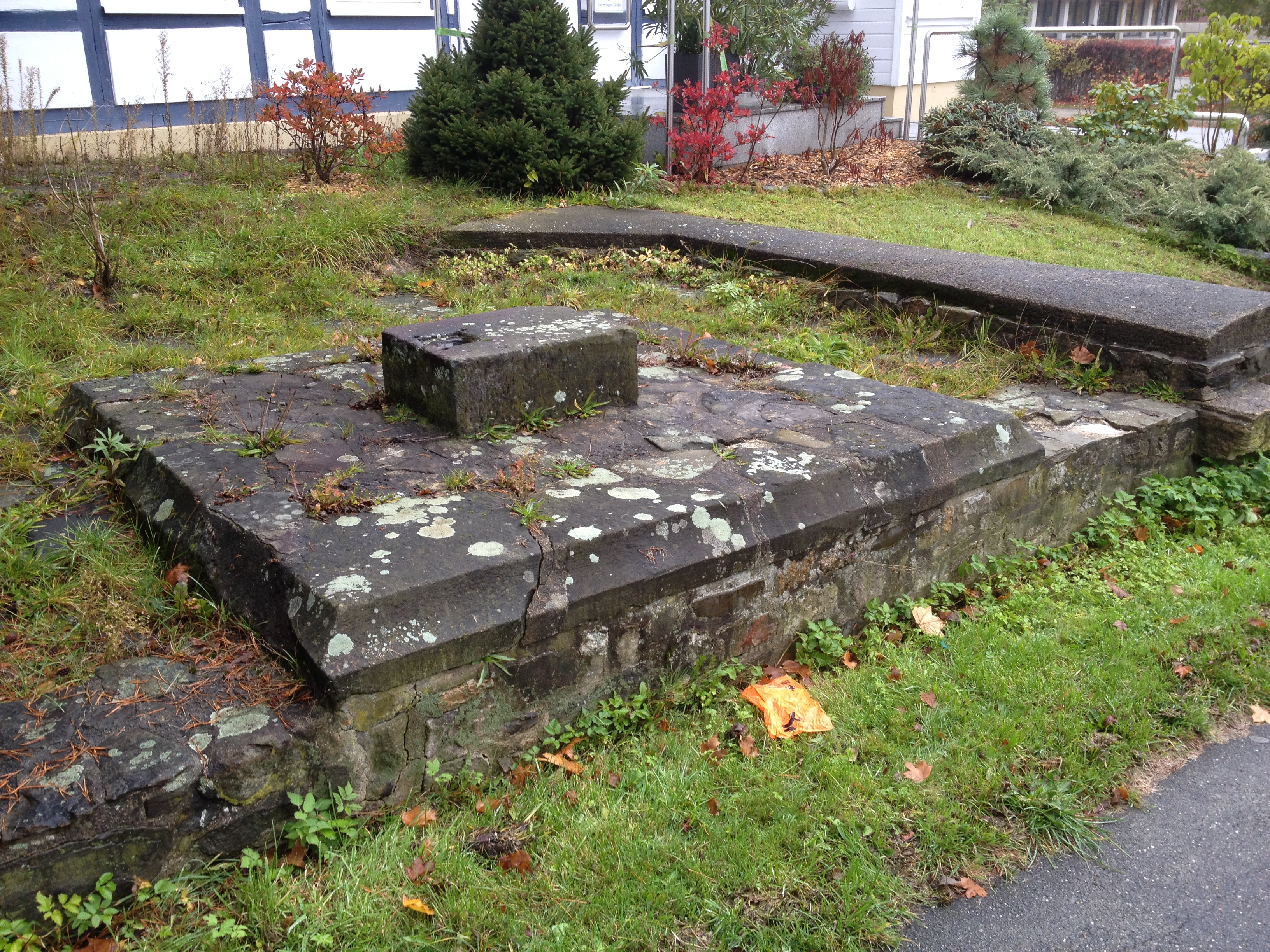
Östlicher Teil: Rest des Zentralbaus mit dem Altarfundament

Die Johanniterkommende Zum Heiligen Grab war eine Kommende des Johanniterordens in Goslar, die vom 13. bis zum 16. Jahrhundert bestand. Von den Gebäuden, die bei den Goslarer Unruhen 1527 zerstört wurden, sind nur geringfügige Reste an der Straße Am Heiligen Grabe erhalten.

## Geschichte
Die Ersterwähnung der Ordensniederlassung stammt von 1214. Das Grundstück lag nordwestlich außerhalb der Stadtbefestigung vor dem Vititor. Das Patrozinium vom Begräbnis- und Auferstehungsort Jesu erinnert an den Ursprung des Ordens in Jerusalem und meint zugleich eine Vergegenwärtigung dieses für die meisten damals unerreichbaren Pilgerziels. Die Klosterkirche umfasste dementsprechend einen Zentralbau als Nachbildung des heiligen Grabes. Zum Klosterkomplex, der sich östlich bis zum heutigen Postgelände erstreckte, gehörte dem Ordensauftrag gemäß ein Hospital.
Schon vor der Reformation waren die Gebäude baufällig und es gab Verhandlungen mit dem Stadtrat über einen Umzug der Kommende. Ein Teilabriss erfolgte 1508.

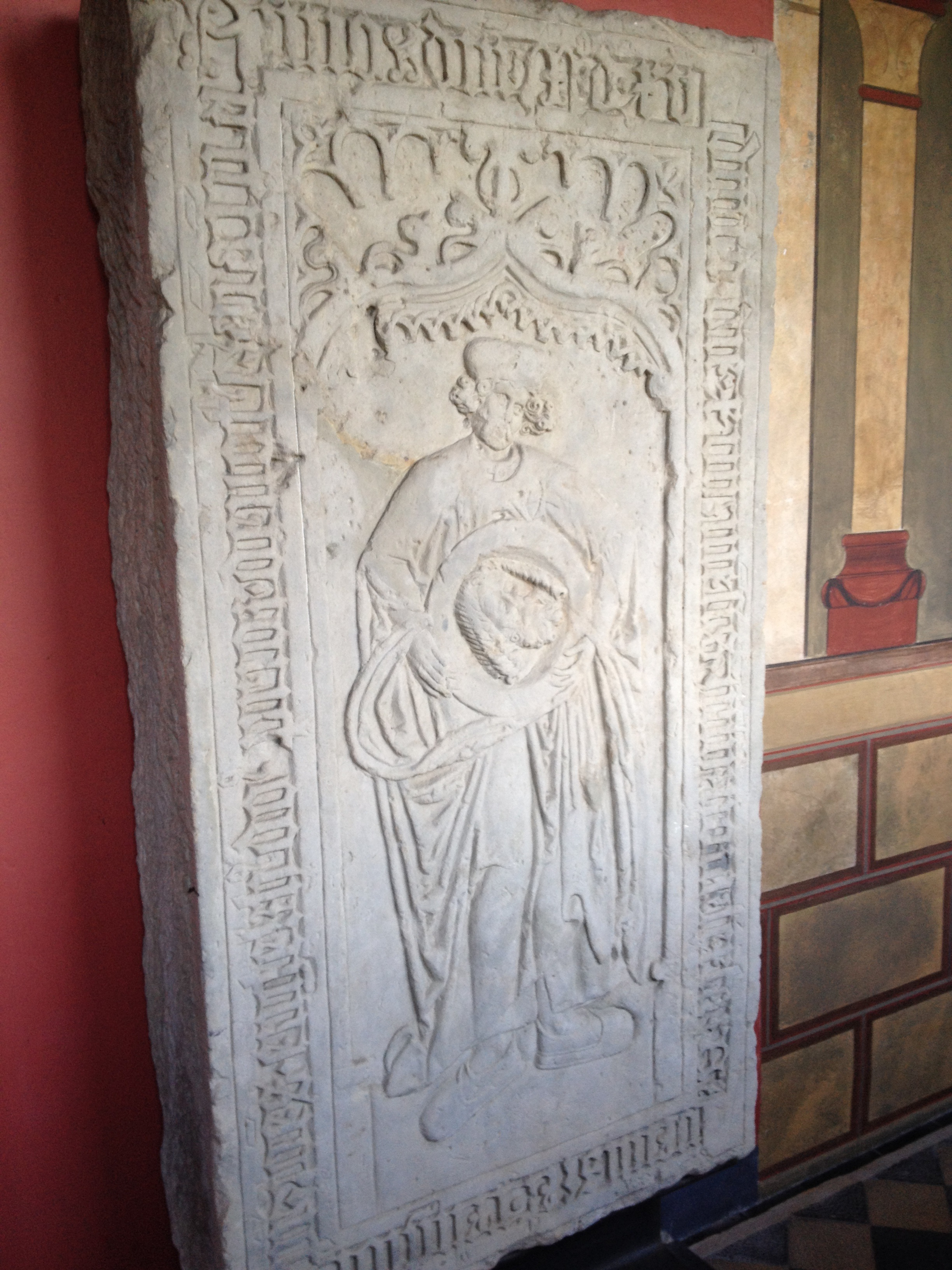
Grabplatte des Priors Johannes Engel (1515)

Angesichts der Bedrohung Goslars durch Heinrich II. von Braunschweig-Wolfenbüttel im Jahr 1527 ließ der Rat aus verteidigungsstrategischen Erwägungen neben dem Georgs- und dem Petersstift und der St.-Johannes-Kirche auch das Heilig-Grab-Kloster abtragen. Die Johanniter kamen zunächst im Kloster der Trollmönche unter, bevor der Konvent im Zuge der Reformation aufgelöst wurde.
Nachdem die Fundamentreste im Lauf der Jahrhunderte überwuchert und verschüttet waren, wurden sie bei der Stadterweiterung in der Kaiserzeit wiederentdeckt und teilweise freigelegt und konserviert. Dabei wurde auch die Grabplatte von Johannes Engel († 1515), einem der letzten Priore, aufgefunden; sie befindet sich heute in der Kaiserpfalz.